# スタファン・デ・ミストゥラ
スタファン・デ・ミストゥラ（イタリア語: Staffan de Mistura 1947年1月25日 - ）はイタリアとスウェーデンの二重国籍を持つ外交官である。
国連で40年勤務した後、マリオ・モンティ政権で外務省次官を務めた。
現在はナポリの30km南に浮かぶカプリ島のヴィラ・サン・ミケーレの代表と、国連とアラブ連盟からの共同特使としてシリア内戦を担当している。

## 基礎情報
- 国籍：イタリア及びスウェーデン
- 爵位：侯爵
- 言語：スウェーデン語、イタリア語、英語、フランス語、ドイツ語、スペイン語、アラビア語
- 家族構成：娘が2人居る[4]

## 経歴
1947年1月25日、スウェーデンの首都のストックホルムで、イタリア人の父とスウェーデン人の母の間にデミストゥラは誕生した。
父はクロアチアのシベニク出身の貴族で、第二次世界大戦後にチトーの共産党から避難したダルマチア・イタリア人である。
1971年、国連に就職し、スーダンでWFP(国際連合世界食糧計画)を指揮した。
1973年、チャドで緊急解放指揮官となり、初めて空中投下作戦を指揮した。
1970年代中期、キプロスでWFPに従事していたデミストゥラは、子供が狙撃手に射殺される瞬間を目撃した。
その子供は南キプロス・ギリシャ共和国と北キプロス・トルコ共和国を隔てるグリーンラインを越えたのだった。
この事件によりデミストゥラは、本人の言葉によると「建設的な憤激」をかきたてられたという。それは、緊急・人道支援を学び、紛争の平和的解決のために人生を捧げようという強い衝動であった。
1976年から1985年まで、FAO(国際連合食糧農業機関)副官房長を務めた。
この間に、ドゥブロブニク(クロアチア)やサラエボ(ボスニア・ヘルツェゴビナ)、スーダン、エチオピア、ベトナム、ラオスで特別人道支援を行った。
1987年、デミストゥラはWFPの指揮官としてスーダンに戻った。
1988年から1991年まで、アフガニスタン調整部の資金調達・対外関係の指揮官を務めた。
また、UNICEF(国際連合児童基金)の公共問題の指揮官と、UNICEFソマリア支局の代表になった。
1992年、Francesco Vendrell指揮官と共にナゴルノカラバフで勤務した。
1997年3月から8月まで、イラクで国連人道調整官を務めた。
1999年、イラクの人権問題の安全保障委員を務めた。4月から6月にはコソボでUNHCR(国際連合難民高等弁務官事務所)の特別顧問を務めた。同時に北部のミトロヴィツァで地域行政官を務めた。
2000年6月、フリブール(スイス)で開催された「ヨーロッパ及び新規独立国の危機管理における地域協力・調整会議」に特別審査官として出席した。
2001年まで、ローマのUNIC(国際連合広報センター)に務めた。
2001年から2004年まで、レバノン南部で事務総長代理人として勤務し、地雷除去活動で成果を収めた。
2005年1月から2006年3月まで、イラクで特別副代表を務めた。彼はイラク国民の生活水準を高めようとする国連の努力への認知を高め、イラク復興への見通しを明るくさせることに力を注いだ。
2006年4月から2007年9月11日まで、トリノ(イタリア)で国連職員大学の学長を務めた。
2007年9月11日、潘基文のSRSG(事務総長代理人)としてイラクに赴いた。
デミストゥラは11月11日をもってアシュラフ・カジからバグダッドにおける任務を引き継いだ。
バグダッドの高官は更に前任のルーマニア人のラドゥ・オノフレイと親しくしていたが、
後にウィキリークスは「ルーマニア政府がアメリカ政府にロビー活動をした」為にラドゥが親しまれていたと発表した。
2009年7月、ローマのWFO(国際連合世界食糧計画)の対外関係役員になった。
2010年1月、リチャード・ホルブルック(アメリカのアフガニスタン・パキスタン問題担当特使)は、デミストゥラがカイ・エイデに代わる国連のアフガニスタン特使の候補に挙がっている事を明かした。
潘基文事務総長はフランスのジーン・マリー・グエヘンノやイギリスのイアン・マーティンも候補に入れているとニューヨーク・タイムズが報道した。
1月末には、潘基文事務総長はデミストゥラを任命する事を宣言した。
国連職員がアフガニスタンのマザーリシャリーフで虐殺された事件を受けて、アメリカのバラク・オバマ大統領は非難声明を出したが、デミストゥラは「私はアフガニスタン人を責めるべきとは考えていません。責めるべきはコーランを燃やしてこの事件を起こした者です。」と述べた。
2011年11月28日、イタリアのマリオ・モンティ政権の外務次官に任命された。
2013年5月、イタリア政府は外務副大臣になっていたデミストゥラを、エンリカ･レクシー号事件に対処する為に首相代理人としてインドに派遣した。
これは、2012年2月15日にインド南方のラッカディブ海で、イタリアのタンカーの警備兵がインド人漁師2人を射殺した事件である。
デミストゥラは「公平、建設的かつ受け入れ可能な解決策」を見付け、警備兵をイタリアに帰国させるよう命じられていた。
2014年5月、ブリュッセルの欧州平和機関(EUが支援するNGO)の代表に任命された
。
7月10日、シリア内戦の平和的解決を目指す特使に任命された。
2021年9月、モロッコは西サハラへの国連個人特使であるスタファン・デ・ミストゥラの任命に同意した。